# فانی لکولیزه
فانی لکولیزه (انگلیسی: Fanny Lecluyse؛ زادهٔ ۱۱ مارس ۱۹۹۲) ورزشکار ورزش شنا اهل بلژیک است.
وی در مسابقات کشوری و بین‌المللی در مجموع برندهٔ ۱ مدال طلا، ۱ مدال نقره و ۳ مدال برنز شده‌است.